# Cena realna
Cena realna (cena relatywna) – wskaźnik ekonomicznej rzadkości (ograniczoności) dobra obliczany na podstawie wzoru:
Cena realna = cena nominalna / wskaźnik zmiany cen w gospodarce (wskaźnik inflacji).
Posługiwanie się cenami realnymi pozwala określić, czy cena danego dobra rośnie wolniej lub szybciej niż przeciętny poziom cen innych dóbr w gospodarce. Jeżeli dobro staje się rzadsze (bardziej ograniczone), jego cena będzie rosła szybciej niż przeciętny poziom cen.

## Przykład
Cena dobra X w analizowanym okresie wzrosła z 10 do 15 zł za sztukę. Inflacja w analizowanym okresie wyniosła 20%. Nominalnie (bez uwzględniania inflacji) cena dobra X zwiększyła się o 50%:
{\displaystyle {\frac {15\ {\text{zł}}-10\ {\text{zł}}}{10\ {\text{zł}}}}\cdot 100\%=50\%.}
Cena realna (skorygowana o wskaźnik inflacji) wynosi:
{\displaystyle {\frac {15\ {\text{zł}}}{1{,}2}}=12{,}5\ {\text{zł}}.}
W ujęciu realnym cena zwiększyła się o 25%:
{\displaystyle {\frac {12{,}5\ {\text{zł}}-10\ {\text{zł}}}{10\ {\text{zł}}}}\cdot 100\%=25\%.}